# Baratol
Le baratol est un explosif constitué d'un mélange de TNT et de nitrate de baryum, avec une faible quantité (environ 1 %) de paraffine utilisée comme liant. Typiquement, le TNT représente 25 à 33 % du mélange. En raison de la densité élevée du nitrate de baryum, le baratol a une densité d'au moins 2,5.
Le baratol fut utilisé comme composé « lent » dans les lentilles explosives dans les premières bombes atomiques avec la composition B souvent utilisée comme composant explosif « rapide ». Les bombes atomiques, comme celle qui explosa en 1945 durant l'essai Trinity, la première bombe soviétique Joe 1 en 1949 et en Inde en 1972, utilisaient du baratol et la composition B.
Le baratol a une vitesse de détonation d'environ 4 900 mètres par seconde.